# 경기남부
경기남부(京畿南部)는 경기도청 북부청사와 경기도북부경찰청, 의정부지방검찰청이 관할하는 경기북부와 구분해 경기도의 나머지 지역을 가리키는 말이다.
경기남부는 경기도 중 한강과 북한강의 남쪽 지역(가평군의 북한강 남쪽 지역은 제외)을 말한다.
김포시는 한강이 있는 구역으로 인천시에 의해 1989년 계양면이 인천직할시에 편입이후 월경지가 되어 서울특별시와 인천광역시에 의해 한강이 있는 구역으로 경기도청 본청사 관할에 속하여 경기남부에 포함된다.

## 인구와 면적

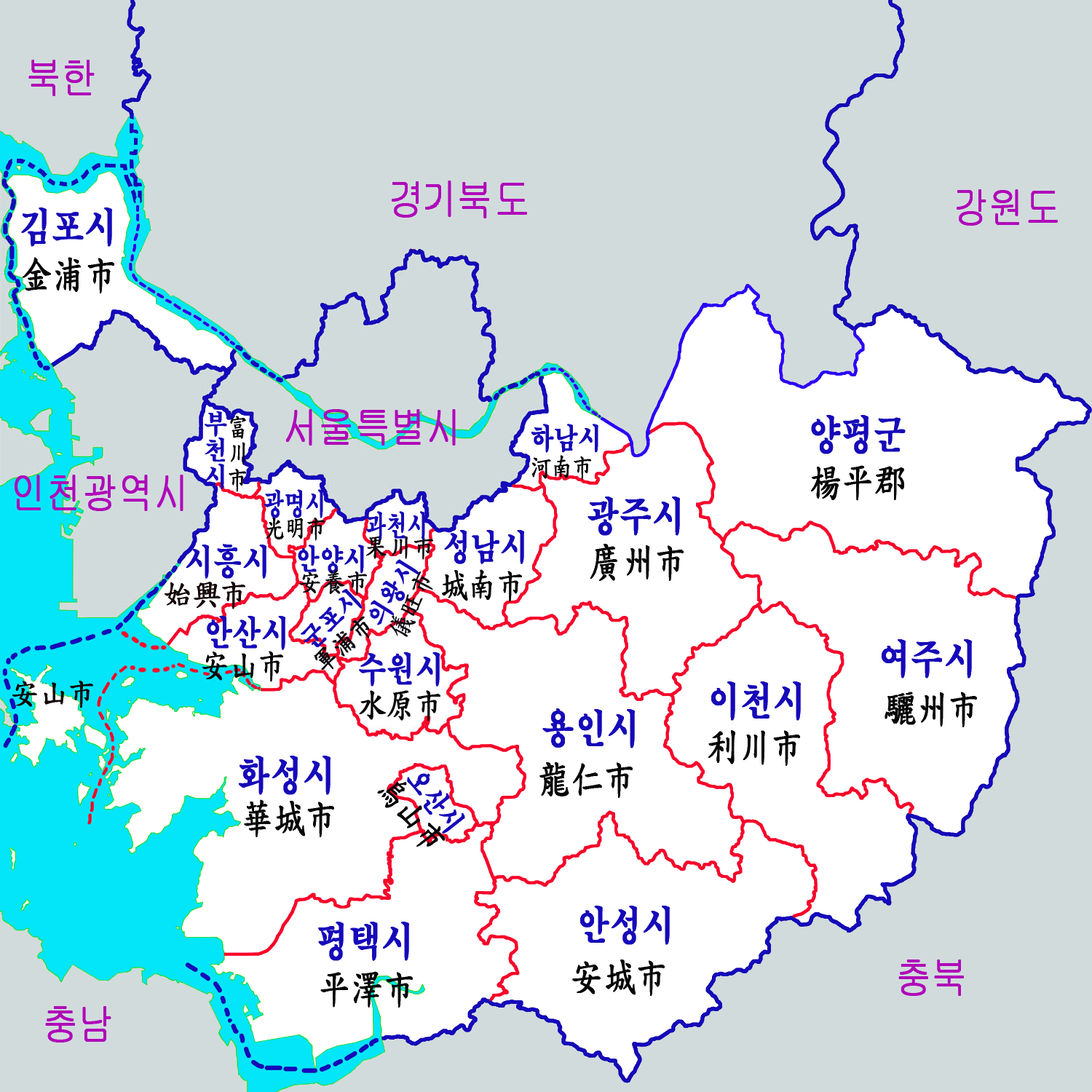
경기남부의 행정구역 지도

2018년 12월 말 주민등록 기준으로 경기남부의 인구는 경기도 전체 1307만7153 명 중 967만7305 명이며 2019년 하반기에 서울특별시보다 인구가 많아졌다.
경기남부의 면적은 경기도 전체 면적 10,175 km2 중 5,919.47 km2를 차지한다.

## 경기남부 시·군 목록

### 시
- 과천시
- 광명시
- 광주시
- 군포시
- 김포시
- 부천시
- 성남시
- 수원시
- 시흥시
- 안산시
- 안성시
- 안양시
- 여주시
- 오산시
- 용인시
- 의왕시
- 이천시
- 평택시
- 하남시
- 화성시

### 군
- 양평군

## 경기도 분도론
경기북부는 서울, 인천, 한강 등에 의해 도청이 있는 경기남부와 지리적으로 분리되어 있고 인구밀도가 많기 때문에 경기북부를 관할하는 경기도청 북부청사, 경기도교육청 북부청사, 의정부지방법원, 의정부지방검찰청, 경기도북부경찰청, 경기도 북부재난안전본부, 경기북부병무지청 등이 있다.
이 때문에 서울 광화문 근처(세종로 76-2)에 있던 경기도청이 1967년 6월 23일 수원시로 옮기면서, 같은 해 7월 1일에 현재의 경기도청 북부청사의 전신인 경기도청 북부출장소가 설치되었고, 2016년 3월 25일에 경기남·북부 지역의 치안 업무를 수행하는 경기도남부지방경찰청과 경기도북부지방경찰청이 분리 출범하였다.
경기북부(京畿北部)를 경기남부(京畿南部)와 분리해 독립된 도(道)로 만들자는 주장이 나온 것은 수도권 인구과밀화에 따른 경기도의 행정수요 폭증과 지리적 분리가 주된 원인이며, 이러한 주장은 1992년 국회의원 총선거를 앞둔 1991년부터 본격적으로 제기되기 시작했다.